# Chrzest równikowy

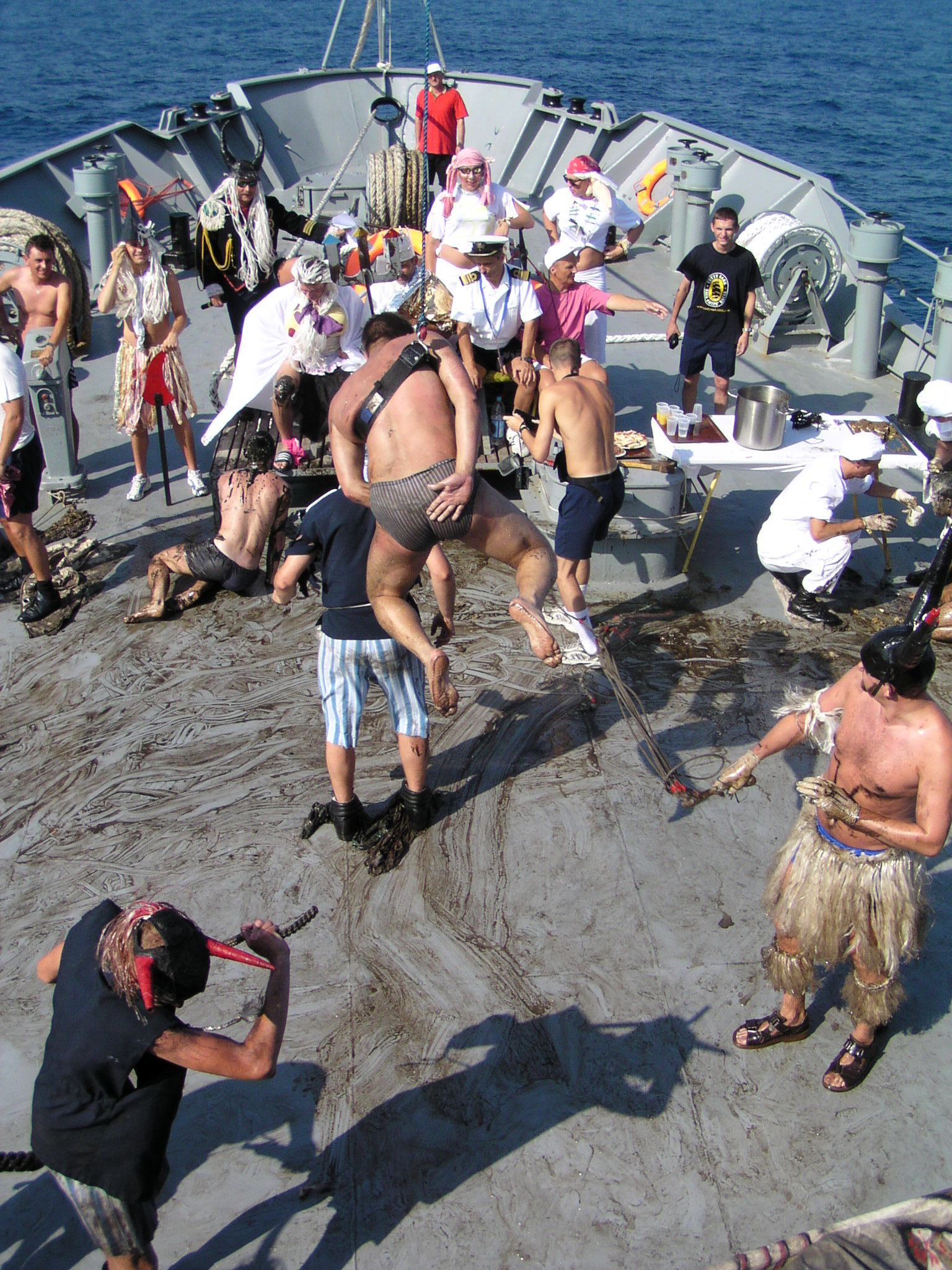
Chrzest równikowy na ORP Wodnik, 2003

Chrzest równikowy – tradycyjny obrzęd na jednostce pływającej dla osób pierwszy raz przepływających przez równik.
Chrzest równikowy jest zwyczajem międzynarodowym, celebrowanym przez załogi statków handlowych, szkolnych, wycieczkowych, żaglowców pasażerskich i na okrętach marynarki wojennej. Ceremonii przewodniczy zazwyczaj osoba przebrana za Neptuna, który w mitologii rzymskiej jest bogiem wód, chmur i deszczu. Osoba przechodząca chrzest, polegający na serii wymyślnych zadań i upokorzeń, otrzymuje certyfikat.